# Interparlamentarna unija
Interparlamentarna unija (IPU; fr. Union Interparlementaire, UIP) međunarodna je organizacija nacionalnih parlamenata. Njezina primarna zadaća je promicanje demokratskog upravljanja, odgovornosti i suradnje među svojim članicama; druge inicijative uključuju unaprjeđenje ravnopravnosti spolova među zakonodavnim tijelima, osnaživanje sudjelovanja mladih u politici i održivi razvoj.
Organizacija je osnovana 1889. godine kao Međuparlamentarni kongres. Njegovi osnivači bili su: državnici Frédéric Passy iz Francuske i William Randal Cremer iz Ujedinjenog Kraljevstva, koji su nastojali utemeljiti prvi stalni forum za političke međudržavne pregovore. U početku je članstvo u IPU-u bilo predviđeno za pojedinačne parlamentarce, ali kasnije uključuje zakonodavna tijela suverenih država. Od 2020. nacionalni parlamenti 180 zemalja su članovi IPU-a, dok su 13 regionalnih parlamentarnih skupština pridruženi članovi. Poslovima Unije rukovodi Izvršni odbor, sa sjedištem u Ženevi, što ga bira Konferencija između članova Vijeća, koje čine po dva člana svake nacionalne skupine.
IPU promiče razvoj međunarodnog prava i institucija, viziju mira i općeg dobra, uključujući Stalni arbitražni sud i Ujedinjene narode. Sponzorira i sudjeluje na međunarodnim konferencijama i forumima te ima stalni status promatrača u Općoj skupštini Ujedinjenih naroda. Slijedom toga, osam osoba povezanih s organizacijom dobitnici su Nobelove nagrade za mir.